# Cyathodera
Cyathodera – rodzaj chrząszcza z rodziny sprężykowatych. Utworzył go jako rodzaj monotypowy w 1843 Blanchard, umieszczając w nim pojedynczy gatunek Cyathodera longicornis. 16 lat później Candèze zsynonimizował go z Anoplischius, widząc, że rodzaj Blancharda odpowiada czwartej grupie gatunków w Anoplischius. Jednakże w 1981 podniósł go znów do rangi rodzaju, umieścił w nim też kolejny gatunek: C. lanugicollis. Zgodził się z nim Champion, natomiast Schwarz (1906), Schenkling (1925) i Blackwelder (1944) pozostali przy uznawaniu Cyathodera za podrodzaj. Jednak w 1944 Golbach znowu uznał go za osobny rodzaj. Obecnie zaliczają się doń 4 gatunki.
Cyathodera spotyka się w Ameryce Środkowej oraz Południowej.